# Dyarna
Dyarna, egentligen Dyarne är ett bostadsområde i Bålsta tätort i östra delen av Kalmar socken, Håbo kommun, Uppland. 
Området består av enfamiljshus samt industri- och handelsfastigheter. Länsväg C 554 (Södra Bålstaleden) går från Dyarna som påfart mot motorvägen E 18.
Dyarna avgränsas i nordväst av Mansängen och i sydost av Fånäs.